# Acronicta cassinoi
Acronicta cassinoi là một loài bướm đêm trong họ Noctuidae.